# Francisco Dagohoy

Francisco Dagohoy

Francisco Dagohoy, (geboren als Francisco Sendrijas) was een Filipijns rebellenleider in de 18e eeuw. Dagohoy was de leider van de langstdurende opstand uit de Spaans-koloniale geschiedenis van de Filipijnen. Deze opstand in Bohol staat bekend als de Opstand van Dagohoy en duurde van 1744 tot 1829.
Over Dagahoy's achtergrond is niet veel bekend. Hij werd geboren in Inabanga op het eiland Bohol als Francisco Sendrijas en was daar een tijd cabeza de barangay, een barangay captain. Hij werd bekend onder de naam Francisco Dagohoy. Dagogoy is mogelijk een samentrekking van "Dagon sa hoyohoy". Dagohou begon zijn opstand tegen de Spanjaarden toen zijn broer Sagarino vermoord werd teruggevonden in de bergen Bohol. Toen de lokale priester weigerde zijn broer een katholieke begrafenis weigerde te geven, omdat hij voor zijn dood niet de vereiste sacramenten had ontvangen zwoer Dagahoy wraak. Samen met 3000 medestanders begon hij zijn opstand. Vanuit hun basis in de bergen vielen ze geregeld de Spanjaarden aan. Het lukte hen tientallen jaren lang uit de macht van de Spaanse koloniale machthebbers te blijven. Pas in 1829 werd de opstand neergeslagen.